# Імад ад-Даула
Імад ад-Даула (*891/892 — 949) — засновник держави Буїдів. Повне ім'я — Абуль-Хасан Алі ібн Буя Імад ад-Даула.

## Життєпис
Походив зі старовинного роду місцевої знаті в Західному Дейлемі (сучасна провінція Гілянь). Його предки вже служили шахам Сасанідської держави. З часом рід перейшов в іслам, ставши прихильником шиїтів. Народився у 891 або 892 році на півночі сучасного Ірану. При народженні отримав ім'я Алі.
Кар'єру розпочав на службі у династії Саманідів, володар якої Наср II у 928—929 роках підкорив Табаристан і Дейлем. Безпосередньо Алі ібн Буя підкорявся Макану ібн Какі, наміснику Саманідської держави в Хорасані та Табаристані. В цей час Алі призначено намісником (валі) міст Рей та Горган. у 930 році підтримав заколот Макана проти Саманідів, А у 931 році Алі перейшов на бік Мардавіджа Зіярида, який захопив Табаристан, Хамадан, Ісфаган.
У 932 році підкорив для Зіяридів область Казвіну на півночі Персії. Після цього призначено намісником Кереджу. Поступово розширюючи свою владу на цих землях, Алі завдав поразки хуррамітам (прихильнам антиісламської релігійної течії). Все це сприяло конфлікту з Мардавіджем. У 933 році захопив місто Аррайян, після цього рушив на аббасидську провінцію Фарс, де без суттєвого опору захопив місто Шираз, що стало його столицею. Алі оголосив містянам загальну амністію та заявив, що з усіма обійдуться справедливо. З цього моменту дослідники вважають становлення Буїдів в якості самостійної сили в Персії.
Задля зміцнення свого статусу Алі вирішив грати на побоюванні халіфа ар-Раді дій Зіяридів, які вважалися більшими ворогами Багдадського халіфату. Тому Алі ібн Буя зміг отримати офіційну посаду валі Фарса. Разом з тим обіцяну данину так й ніколи не спрямовував до халіфської скарбниці. Проте наприкінці 934 року Мардавідж Зіярид захопив Хузистан, чим погіршив становище Алі, тому він визнав зверхність Зіридів. Проте це тривало недовго, оскільки на початку 935 року Мардавіджа було вбито власними охоронцями.
Алі ібн Буя використав обставини тимчасового сум'яття серед Зіяридів задля розширення своїх володінь. У 935 році війська брата Алі — Хасана — захопили Ісфаган. Інший брат Ахмад захопив більшу частину провінції Керман, проте головне місто захопити не зумів. Натомість війська спрямовано проти Баридів, що утворили в Хузистані фактично незалежну державу. Війська Ахмада боролися з ними до 945 року, після чого вступили до Багдаду. З цього моменту починається влада Буїдів над аббасидськими халіфами. Алі отримав почесне ім'я Імад ад-Даула («Стовп держдави») та звання старшого еміра серед буїдів. Втім це звання не дуже шанував Хасан (став зватися Рукн ад-Даула), який став фактично незалежним володарем в Ісфагані. Останній вів тяжкі війни проти Зіяридів. Втім до кінця життя Імад ад-Даули загроза з боку Зіяридів та їх союзників Саманідів була ліквідована: бойові дії тривали лише в Табаристані.
Помер у 949 році, заповівши усю владу небіжу Фанні Хозрову.

## Особисті якості
Сучасниками відзначалися хоробрість, широта мислення Алі ібн Буя, його дипломатія і щедрість. Він вислуховував людей, які, в свою чергу, збиралися навколо нього. Крім цього, дуже м'яко обходився з ув'язненими, часто дарував амністію і сприяв у задоволенні їхніх потреб. Після перемог над ворогами Алі наказав знищити захоплені інструменти для тортур, замінив покарання помилуванням і відмовився від прояву жорстокості.